# 巴底土司官寨
巴底土司官寨位於四川省甘孜藏族自治州丹巴縣，文物遺址年代判定為清代。2007年6月1日公佈為四川省第七批文物保護單位。